# Maza (Perú)
Maza es una localidad peruana ubicada en el distrito de Huarmaca, perteneciente a la provincia de Huancabamba del departamento de Piura, al norte del Perú. 

## Ubicación
Maza se ubica al suroeste de la provincia de Huancabamba, en el distrito de Huarmaca, en el departamento de Piura.

## Demografía
En 2017 Maza tenía una población de 43 habitantes.
| Gráfica de evolución demográfica de Maza entre 1993 y 2017 |
|                                                            |
| Fuentes: Población 1993 y 2017                             |